# 黃兆健
黃兆健（英語：Wong Siu-kin；1997年11月28日—），香港政治人物，生於大埔亦成長於大埔，前大埔區議會運頭塘選區區議員。前熱血公民副主席，在2021年獲得健身教練牌照，2022年年底移居加拿大温哥華。

## 經歷

### 運頭塘新城小店經營困難
2016年4月領展以8.1億元將大埔運頭塘商場售予駿昇投資香港有限公司，並改名為「運頭塘新城」，鋪租物價飆升，小店經營困難，黃兆健於2018年7月9日出席立法會小組委員會會議，並發言批評政府出售運頭塘商場予領展，領展隨後轉售商場予外來投資公司，導致公屋商場只顧盈利，罔顧居民日常需要。

### 颱風山竹來襲運頭塘
超級颱風山竹在2018年9月15至18日橫掃香港，黃兆健在9月19日於運頭塘邨巡視邨內風災後的情況。約一半防煙門被強風吹爆，黃兆健與居民發現全邨約有一半的大廈防煙門被吹毀，木板及玻璃碎片散落一地，懷疑防煙門不合規格，而管業處似未可即時處理，居民出入及治安也有一定程度危險。黃兆健在當日聯絡管業處及消防處作緊急處理。而在還未安裝新防煙門的時期，黃兆健亦多次要求法團與管業處盡快善後，事件後三個月才妥善完結。

### 爭取運頭塘巴士總站儘快興建上蓋
2018年10月18日一名大埔區區議員透露，運頭塘巴士總站候車處興建上蓋的工程，已在運輸署審核圖則階段，九巴會在圖則批出後三個月內完工。黃兆健強烈不滿巴士總站遲遲未有候車上蓋，在2018年10月發起居民千人聯署簽名行動，要求九巴盡快動工。到現時運頭塘巴士總站三個巴士候車處仍未安裝上蓋，居民候車時需要忍受日曬雨淋。

### 守護連儂牆
2019年7月上旬，反對逃犯條例修訂草案運動持續，香港各區都出現滿佈彩色便條紙的「連儂牆」，其中以大埔墟鐵路站 A 出口對出的「連儂隧道」最具規模，黃兆健是大埔街坊，長時間留守連儂隧道內，向外間公佈連儂隧道最新情況，並為在場人士提供支援。
7月11日晚上7時56分，有市民欲破壞「連儂隧道」，其後與在場反修例市民口角及發生肢體衝突。其中一名上前阻止的男子被打傷，黃兆健跟進事件，男子送院檢查後證實手臂骨折。涉事者則逃離現場。
8月29日早上黃兆健發現連儂隧道多處被人潑灑排泄物，現場惡臭薰天，途人難以通過，義工及附近居民收到消息後趕來清潔消毒。
10月19日一名19 歲青年在大埔連儂隧道派發傳單期間，與一名男子因政見問題爭執，被人用約長 20 厘米的生果刀刺向頸部及腹部，腹部傷口破裂溢出腸臟，送院時清醒。肇事者乘的士逃去。黃兆健跟進事件，拍攝照片與外界保持聯絡。警方其後表示疑犯自行到大埔警署自首被捕，疑犯是一名持雙程證的內地人。案件列為傷人案。
11月2日清晨大埔連儂隧道被大批操流利普通話，蒙面及戴上太陽眼鏡人士，手持工具拆毀連儂牆上的文宣，黃兆健知悉事件後與一眾街坊到場幫忙清理損毁文宣，不足一小時已清理完成。

### 運頭塘邨疑遭踩線
2019年8月中，運頭塘邨邨民發現運來樓多個單位門外出現疑似爆竊「踩線」標記，居民發現後即時通知管理處，管理員將上述記號移除，然而標記又再度出現，亦在樓層間發現形跡可疑人士經過。居民向黃兆健求助，黃兆健與居民上樓查證，發現運來樓至少有超過50個單位有上述標記。黃兆健陪同居民到大埔警署報案，大埔警區刑事調查隊第五隊已正式調查。警方已建議運頭塘邨管理公司派員於附近一帶加強巡邏。

### 運頭塘私家車瘋狂駕駛案件
大埔運頭塘於2019年10月5日發生一宗瘋狂駕駛案，一名男子在大埔運頭塘巴士總站對出曉運路10號被一架七人座位的私家車撞倒，涉事車輛其後逃去。被撞男子手腳及背部受傷，其後先到警署報案再被送到大埔那打素醫院治理治理，事後黃兆健已前往醫院了解傷者情況，向外間表示傷者臀部、腳踝位置嚴重擦傷，亦無生命危險。黃兆健引述事主表示事發前曾與涉事司機口角。傷者指司機涉藏伸縮警棍及刀，警方將案件列瘋狂駕駛案處理。

### 在港鐵車廂內使用粗言穢語被罰款
2021年4月18日，黃兆健與一名休班警員在港鐵車廂內發生爭執，當時休班警員指黃兆健沒有適當地佩戴口罩，並向他粗言穢語，其後港鐵職員以涉嫌違反《港鐵附例》第28H (1) (a)條，對黃兆健發出擬檢控通知書。7月22日，案件在粉嶺裁判法院判決，黃兆健被罰款4,000港元。

## 從政生涯

### 2019年香港區議會選舉
- 2019年香港區議會選舉中，以5,541票當選大埔區議會運頭塘選區區議員。

| 選區   | 編號 | 政黨         | 候選人         | 票數（百分比） |
| ------ | ---- | ------------ | -------------- | -------------- |
| 運頭塘 | 1    | 新界社團聯會 | 余智榮         | 3,603 (39.40%) |
| 運頭塘 | 2    | 熱血公民     | 黃兆健（當選） | 5,541 (60.60%) |

### 2020年香港立法會選舉
黃兆健於2020年4月24日在其個人面書專頁，宣佈積極考慮參選2020年立法會新界東選區選舉。於2020年7月18日在中環碼頭海傍召開記者會宣佈正式報名參選。。2020年7月31日，行政長官林鄭月娥宣佈因2019冠狀病毒病疫情（COVID-19）肆虐影響公眾安全，引用《香港法例》第241章《緊急情況規例條例》，押後至2021年9月5日才選行立法會選舉。
2021年9月4日黃兆健宣佈辭去區議員職務，同日熱血公民宣佈解散。

## 外部連結
- 黃兆健的Facebook專頁
- 黃兆健在節目《運動真理學》中訪問香港攀石運動員杜凱迎 （页面存档备份，存于）
- 黃兆健在節目《運動真理學》中訪問香港冰球女子代表隊隊長李雅婷 （页面存档备份，存于）